# Tematiche de Il bacillo rubato e altri casi

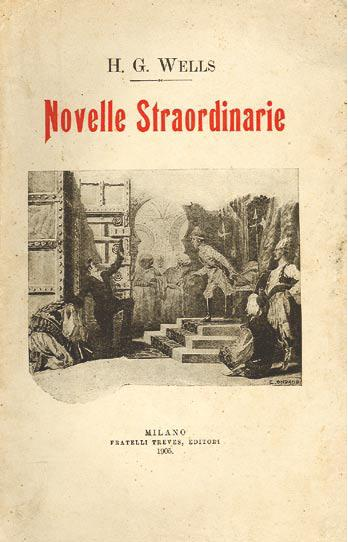
Copertina della prima pubblicazione in Italia de Il bacillo rubato e altri casi con il titolo Novelle straordinarie, Fratelli Treves Editori, 1906, Milano

I racconti che compongono questa raccolta sono molto diversi fra loro, sia sul piano scientifico che su quello morale. A influire su tutti vi è però la serie di osservazioni tecniche e scientifiche che rendono ogni storia narrata emozionante e di parziale rilievo scientifico, viste le conoscenze dello scrittore in materia di zoologia e biologia.
Alcuni argomenti trattati dall'autore saranno anche una rivelazione in campo letterario, essendo temi o rivisitazioni nuove e affascinanti. La critica è ormai unanime nel considerare i romanzi di Wells un'importante esperienza narrativa, ponendo lo scrittore, assieme a Jules Verne, come padre fondatore del romanzo scientifico.

Tutte le esperienze narrative, cresciute nel corso degli anni e fortemente percepibili nei romanzi e nei racconti del 1895, gettano le basi per la fantascienza contemporanea attraverso la dinamicità delle tematiche che spaziano dal racconto psicologico a quello realista in chiave psicologica, tra il sogno e la speculazione ideologica, arrivando alla critica sociale; motivi che lo scrittore alimenterà per tutta la sua carriera letteraria.

## L'opera

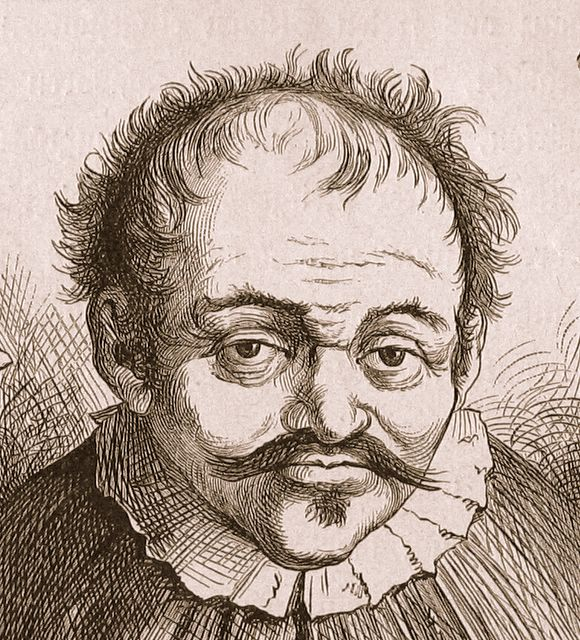
Il Dr. Johann Faust, lo stereotipo dello scienziato che impazzisce accecato dalle proprie scoperte viene spesso ripresa da Wells nei suoi racconti e romanzi.

Già nei brevi racconti de Il bacillo rubato e altri casi sono percepibili queste tematiche, principali caratteristiche dei romanzi wellsiani, ovvero:
- la narrativa utopica, contraddistinta da una forte impronta didascalica e intellettualistica;
- il romanzo che vede come protagonista lo scienziato faustiano, reso celebre da Goethe nel poema drammatico Faust;
- il romanzo inteso come avventura ed evasione, al di fuori di un preciso schema ideologico o speculativo.[10].[11]

### Terrorismo e armi biologiche
In Il bacillo rubato Wells visiona il presagio di una guerra batteriologica associandola ad un singolo individuo, ovvero l'anarchico, ma portandola ad una prospettiva più terrificante, lasciandone all'immaginazione del lettore le catastrofiche conseguenze.!|Sebbene l'idea dell'arma batteriologica si presenti nella storia in molte occasioni, come l'assedio dei Tartari a Caffa in Crimea o l'offerta di coperte usate dagli infetti di colera che il conquistador Francisco Pizarro diede ai nativi sudamericani, cosa che venne ripetuta dal comandante Jeffrey Amherst nello sterminio dei nativi americani, lo scrittore è il primo a supporne l'impiego a fini terroristici, dove l'antagonista cerca volontariamente il contagio, conoscendo le potenzialità della diffusione del bacillo e le devastanti conseguenze che questo può avere, per coronare il proprio ideale politico-rivoluzionario. Il racconto mostra inoltre l'ingenuità della scienza, rappresentata dal batteriologo, nel facilitare il bioterrorismo. Infatti non solo lo scienziato mostra all'anarchico il bacillo del colera, ma ne spiega anche i devastanti effetti nel caso di una contaminazione del sistema idrico della città, restando non curante anche dopo aver notato la frenesia e l'eccitazione del suo ospite.
(L'anarchico al batteriologo, The stolen bacillus, H.G. Wells, trad. Renato Prinzhofer, Milano, Mursia, 1966)
Nonostante gli elementi auspicanti la possibile catastrofe, il tema principale all'interno di questa breve storia rimane l'ironia, essa viene sottolineata in più occasioni.
L'enfasi con il quale l'anarchico divora con gli occhi le ampolle, l'inganno del batteriologo ai lettori,, facendo credere che l'ampolla contenesse realmente il virus e citando in chiave metaforica l'idea della peste imprigionata, in riferimento ai Cavalieri dell'Apocalisse.

### Vampirismo
Nel secondo breve racconto, Fioritura di una strana orchidea, Wells affronta il tema del vampirismo, riproposto nella letteratura gotica da John Polidori nel 1819 e consacrato definitivamente, quasi ottant'anni dopo, nel 1897 da Bram Stoker. L'idea geniale di Wells sta nel separarsi da quello che lo stereotipo del personaggio di Dracula, introducendo un insolito tema, quello della pianta-vampiro, dimostrando ancora una volta la capacità di spaziare con l'immaginazione, per creare qualcosa di completamente nuovo.
Tale ispirazione può trovare riscontro nell'albero mangia-uomini del Madagascar, infatti nel 1881, l'esploratore tedesco Carl Liche, dal ritorno dall'isola africana scrive una lettera per il giornale South Australian Register, ove racconta di un suo personale incontro con l'albero e di ciò che avveniva intorno ad esso.
Le analogie con il racconto wellsiano, si possono riscontrare nello scritto di Liche
(Carl Liche, The man eating-tree of Madagascar, South Australian Register, 27 ottobre 1874)

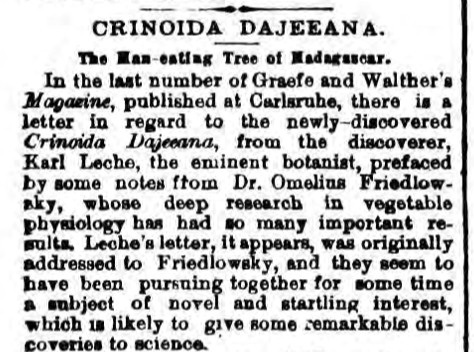
L'articolo pubblicato il 27 ottobre 1874 da Edmund Spencer sul quotidiano New York World

Prima di Carl, la pianta mangia uomini era già stata citata da Edmund Spencer, apparsa sul New York World e definita un'invenzione letteraria viene pubblicata il 26 aprile 1874 sull'edizione quotidiana e riproposta due giorni dopo sull'edizione settimanale.
Sempre nel 1881, viene pubblicato il libro Under The Punkah, scritto da Phil Robinson nel quale l'autore narra le vicende di una pianta assassina sita al centro di una foresta di felci nel territorio nubiano. La pianta descritta da Robinson ha molte analogie con l'orchidea di Wells, inclusa la sensazione inebriante e lo stato di confusione provato nei pressi della pianta, descritto dall'autore come il cerchio magico del suo potere.
Nell'ottobre 1891, William Thomas Stead, da qualche anno direttore della rivista da lui fondata Rewiew of Rewiews dopo l'esperienza di capo redattore presso il Pall Mall Gazette pubblica un articolo di discussione di una breve storia comparsa sul Lucifer, l'articolo parlava di una pianta succhia sangue del Nicaragua chiamata dai nativi del posto The Devil's Snare. La pianta secondo l'articolo aveva la capacità di drenare il sangue di qualsiasi essere vivente fosse entrato nel raggio d'azione del suo tocco mortale. L'articolo parla di Mr.Dunstan, naturalista , che si è da poco tornato dal Centro America dove ha trascorso quasi due anni nello studio della fauna e della flora del paese, nei pressi delle paludi vicino ai grandi laghi. Mr. Dunstan fa un ritrovamento alquanto singolare, una pianta capace di creare una vera e propria trappola con le sue lunghe radici aeree, e di drenare il sangue con un sorprendente numero di bocche fatte a ventosa. Lo studio della pianta risulta essere difficile per via della sua presa mortale nonché il sacrificio di lembi di pelle e carne da parte della vittima.
La storia verrà riportata a galla nel 1924, questa volta in un libro, Madagascar, Land of the Man-eating Tree, scritto e redatto dall'allora governatore del Michigan, Chase Osbron.
Nel libro vengono accennati racconti di preti missionari, anch'essi consapevoli dell'esistenza dell'albero assassino e dei sacrifici a lui dati da parte degli autoctoni.

#### Orchidee nell'epoca vittoriana

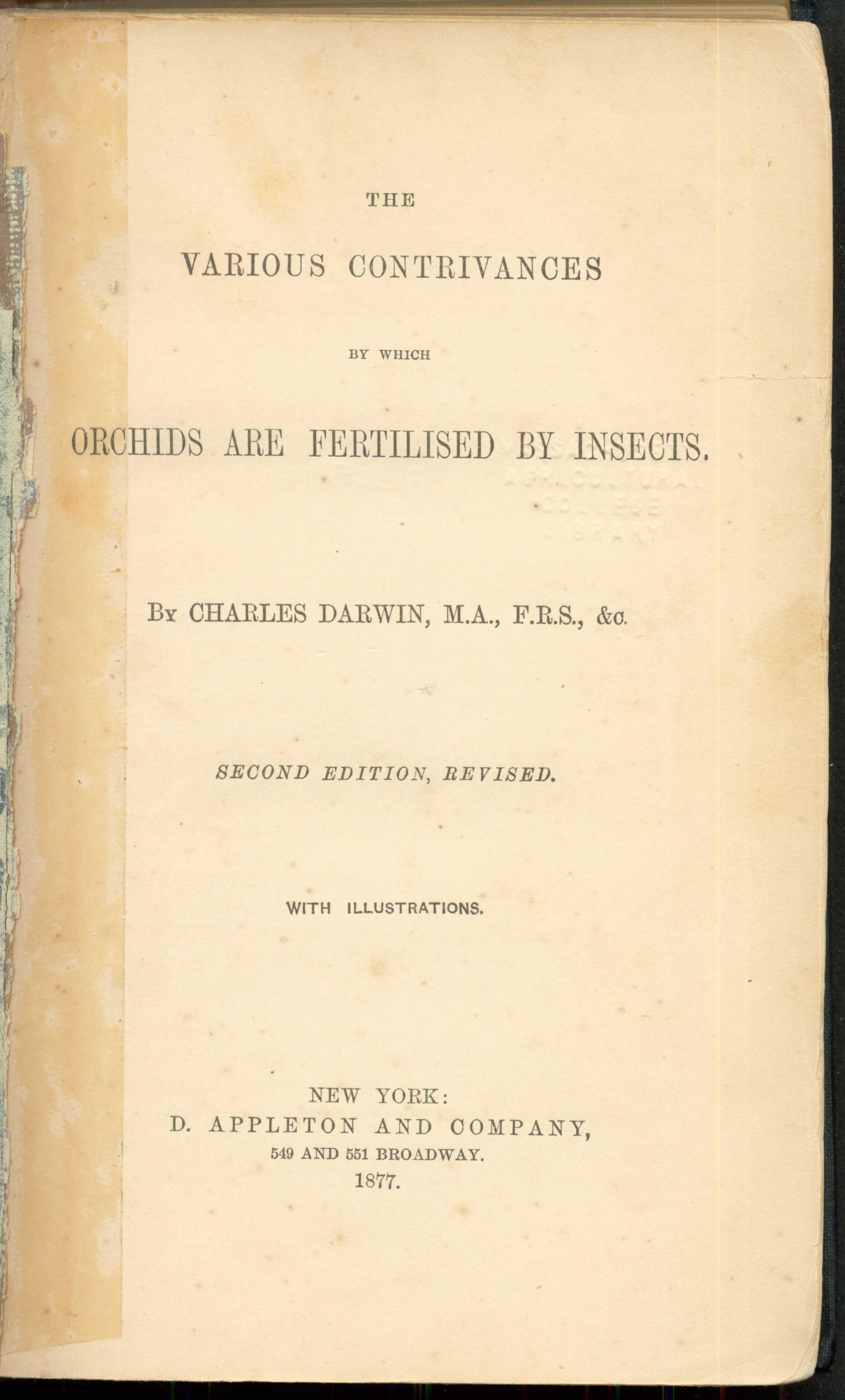
Seconda edizione rivista del 1857 de I vari espedienti mediante i quali le orchidee vengono impollinate dagli insetti pubblicata dalla casa editrice D.Appleton and Company

Possibili fonti di ispirazione per Wells sull'utilizzo dell'orchidea come figura antagonistica possono essere molteplici, infatti l'interesse per la biodiversità e le continue scoperte in campo scientifico portano una grande quantita di informazioni e di pubblicazioni soprattutto nella branca botanica per tutta la metà del XIX secolo
Il 15 maggio 1862 Darwin pubblicò il 15 maggio 1862  I vari espedienti mediante i quali le orchidee vengono impollinate dagli insetti ( Fertilisation of Orchids noto anche con il nome di On the various contrivances by which British and foreign orchids are fertilised by insects ).
Il precedente libro di Drawin, L'origine delle specie aveva già brevemente accennato interazioni evolutive tra insetti e le piante da essi fecondate, e questa nuova idea venne descritta in dettaglio proprio nel volume del 1862.
Studi sul campo e indagini scientifiche pratiche che erano inizialmente una ricreazione per Darwin, un sollievo dalla fatica della scrittura si svilupparono in esperimenti divertenti e stimolanti. Aiutato nel suo lavoro dalla sua famiglia, gli amici, e una vasta cerchia di corrispondenti in tutta la Gran Bretagna e in tutto il mondo, Darwin cogliendo la voga del momento contemporaneo per la coltivazione di orchidee esotiche.
Altra possibile fonte di ispirazione fu Alfred Russel Wallace, naturalista e biogeografo gallese che formulò una teoria dell'evoluzione per selezione naturale, simile a quella che nello stesso periodo stava elaborando Charles Darwin.
A Wallace si deve inoltre l'individuazione di una linea "invisibile" di discontinuità biologica nel sud-est asiatico; linea che Thomas Huxley battezzerà in seguito Linea di Wallace. Descrivendo tale confine bio-geografico Wallace riesce a dare una ragione delle strane differenze faunistiche che a volte si incontrano comparando faune in aree geografiche adiacenti. La diversa storia geologica dell'area indo-malese e dell'area australiana deve essere considerata responsabile dell'evoluzione indipendente delle rispettive faune. Per questo lavoro, Wallace viene considerato uno dei più illustri fondatori della biogeografia.
La linea corre lungo l'arcipelago Malese, tra il Borneo e l'isola di Celebes, e nel breve tratto di mare tra le isole di Bali e Lombok (Stretto di Lombok) nell'arcipelago indonesiano delle Isole della Sonda.

### Evoluzionismo
Nei racconti successivi invece, Wells anticipa quello che sarà un grande successo letterario del 1896, L'isola del dottor Moreau, offrendoci i suoi angoscianti pensieri connessi al pericolo dell'uso improprio della scienza, della tecnica e delle macchine. Il racconto che maggiormente incarna il futuro successo di Wells è indubbiamente All'osservatorio di avu, pubblicato 2 anni prima, dove lo scrittore ci mostra la sua opinione concorde sull'origine della specie di Charles Darwin, opinione rafforzatasi tra il 1884 e il 1885 sotto la guida del suo maestro Thomas Henry Huxley, estremo sostenitore dell'evoluzionismo darwiniano tanto da essere soprannominato "Il mastino di Darwin", e interpretando in chiave romanzesca l'ontogenesi di Ernst Haeckel, teorizzando un'evoluzione mostruosa di una specie esistente in natura, credendo e condividendo le idee sull'evoluzione del noto naturalista, ma non ammettendo che l'uomo e l'animale fossero messi sullo stesso piano.
All'epoca la teoria sull'origine delle specie di Charles Darwin non era ancora stata unanimemente accettata dalla scienza e le scoperte scientifiche erano molto frequenti. Wells ebbe modo lavorare con Huxley per un breve periodo di tempo, poiché poco dopo il biologo si ammalò, lasciando spazio al nuovo professore, Howes. A fine anno Wells superò l'esame di zoologia in maniera brillante, distinguendosi assieme a Martin Woodward e A.V. Jennings tra i migliori della classe; con quest'ultimo in particolare strinse una buona amicizia: con Jennings, Wells si sentiva in grado di parlare liberamente, discutendo di politica, scienza e teologia, definendo l'amico una mente più vivace ed equipaggiata della sua, la prima trovata a South Kensington.
L'utilizzo frequente di terminologie scientifiche e le sorprendenti descrizioni di paesaggi lontani, come ad esempio il Borneo, accompagnano il lettore, insinuando nella mente il dubbio sulla veridicità dei racconti, avvicinando così la fantascienza alla realtà.
Queste due caratteristiche, classiche nella letteratura wellsiana hanno origine sin dalla giovane età dell'autore, nel 1874, in seguito ad un incidente che lo costrinse a letto con una gamba rotta, il dodicenne George Wells dimostrò interesse per la lettura, impegnando le sue giornate con i libri che il padre portava dalla Literary Institute, la biblioteca locale. Fu in questo periodo che Wells si dedicò a fondo a svariate letture, conoscendo attraverso i libri mondi lontani come il Tibet, la Cina, le Montagne Rocciose, le foreste del Brasile, il Siam e - come affermò lo stesso autore - una ventina di altre terre.

### Avventure esilaranti
Molto particolare è il brevissimo racconto di Il trionfo di un tassidermista e del racconto successivo Una compravendita di struzzi, legati insieme da un filo narrativo intenzionale creato dallo scrittore, sebbene pubblicati in date differenti (3 marzo - 20 dicembre 1894) e ordinati in successione solo su volumi, in cui Wells non si inoltra nel mondo fantascientifico. Nel primo racconto Wells si limita a mostrarci una semplice intervista ad un imbalsamatore che, davanti alla sua bottiglia di whisky, racconta tutti gli imbrogli e tutte le straordinarie creature da lui rese immortali e perenni grazie al suo lavoro, arrivando addirittura a parlare di un uomo imbalsamato usato come appendiabiti. Alla fine del racconto lo scrittore ci lascerà nel dubbio, portandoci a capire che la fantastica storia del tassidermista forse non è fantastica come crediamo. Ancora una volta Wells mostra i frutti degli studi eseguiti in gioventù, scendendo in particolari e utilizzando nomi scientifici. Il breve racconto, come detto in precedenza lega perfettamente con quello precedente, infatti se il primo racconto termina con la confessione del tassidermista di aver imbrogliato i suoi compratori, avendogli venduto dei falsi e con le parole di Bellow che vengono rivolte al lettore dicendo:
(Bellows , The Triumphs of a Taxidermist, H.G. Wells, Trad. Renato Prinzhofer, Mursia, 1966, Milano)

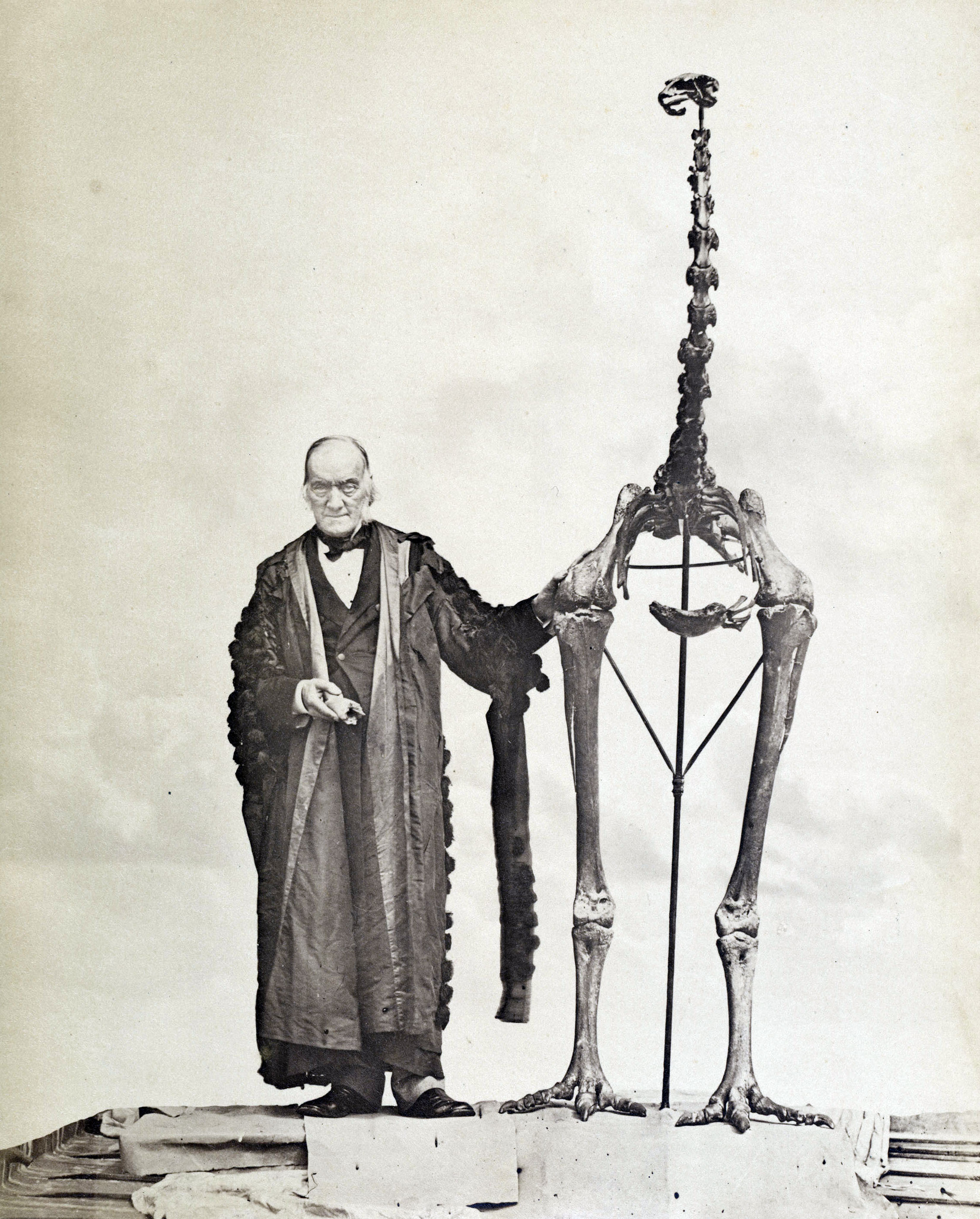
Sir Richard Owen nel 1879 accanto a uno scheletro di Moa.

Anche in questo breve racconto, si può notare l'influenza delle grandi scoperte dell'epoca, in particolare quelle di Sir Richard Owen, biologo e paleontologo britannico, partecipò ai dibattiti che seguirono alla pubblicazione del trattato sull'Origine delle specie di Darwin, entrando spesso in polemica con lo stesso Darwin, non tanto per il contenuto scientifico del trattato, ma piuttosto per motivi di rivalità personale. Il rapporto con Charles Darwin, si trasformò nel tempo da un'iniziale amicizia a un forte dissidio in materia di teorie evolutive e una personale inimicizia, che lo stesso Darwin attribuiva soprattutto a gelosia per il successo che stava ottenendo la sua principale pubblicazione (ved. Jay Gould).
Anche con Huxley ebbe modo di scontrarsi, principalmente per le differenti posizioni circanizia la somiglianza (o meno) dei cervelli di uomini e scimmie; una battaglia che ha avuto luogo nei tre anni immediatamente successivi alla pubblicazione di L'origine delle specie, 1860-1862.

Il racconto successivo invece lascia nell'ombra sia il tassidermista sia il suo interlocutore, incentrandosi unicamente sui ricordi dell'imbalsamatore di una bizzarra vicenda accaduta anni prima; la storia si apre con il tassidermista che si rivolge all'interlocutore dicendo:
(Tassidermista , A Deal in Ostriches, H.G. Wells, Trad. Renato Prinzhofer, Mursia, 1966, Milano)

### Avventure
Ne Il sorprendente caso della vista di Davidson, invece, l'autore non illustra il solito racconto su basi scientifiche, ma spazia tra l'assurdo e l'improbabile, fino a diventare burlesco e caricaturale in La tentazione di Harringay. È infine possibile vedere delle analogie tra gli scritti di Robert Louis Stevenson e dei primi lavori di Rudyard Kipling nei racconti Dalla finestra e Il tesoro nella foresta, dove Wells abbandona l'assurdo e il fantastico per provocare nel lettore uno stato di tensione e di ansia, utilizzando casi limite e montaggi melodrammatici.

### Annotazioni
1. ↑  La fantascienza in Europa inizia propriamente alla fine del XIX secolo con il romanzo scientifico (scientific romance), di cui un esponente di spicco fu Jules Verne (1828 – 1905), per il quale la scienza era piuttosto sul livello dell'invenzione, come pure le storie di critica sociale orientate alla scienza di H. G. Wells (1866 – 1946)Brian Stableford, in The Science Romance in Britain: 1890-1950, ha dimostrato che i primi scrittori britannici di fantascienza che usavano questo termine differivano per vari aspetti dagli autori americani del tempo. Gli scrittori britannici, prima di tutto, tendevano a minimizzare il ruolo degli "eroi" individuali, assumendo una "prospettiva evoluzionistica" e una visione tetra del futuro, mostrando scarso interesse nello spazio visto come nuova frontiera. A proposito degli "eroi", molti romanzi di H. G. Wells hanno un protagonista anonimo e, spesso, impotente di fronte alle forze della natura. La prospettiva evoluzionistica può essere intravista nelle storie che coinvolgono lunghi periodi di tempo; due esempi sono La macchina del tempo di Wells e Il costruttore di stelle (Star Maker, 1937) di Olaf Stapledon. Anche nei romanzi scientifici che non coinvolgono ampi archi temporali, la domanda che ci si pone è se l'umanità sia soltanto un'altra specie schiava di pressioni evolutive che si sono spesso manifestate, come si può vedere in alcune parti di The Hampdenshire Wonder di J. D. Beresford e diverse opere di S. Fowler Wright. A proposito dello spazio, nella Trilogia dello spazio C. S. Lewis sostiene che "fintanto che l'umanità resterà imperfetta e peccaminosa, la nostra esplorazione di altri pianeti farà più danni che bene". La maggior parte degli autori del romanzo scientifico non dimostrano comunque sufficiente interesse per l'argomento.
Si può notare come in molte delle opere di tutti gli autori già citati l'umanità risulta condannata, o a causa del peccato originale o, assai più spesso, a causa di fattori biologici che ci riguardano fin dai più antichi progenitori scimmieschi.[2][3][4][5][6][7][8].[9]

### Fonti
1. 1 2   Manuele Bellini, 14, in L'Orrore nelle arti. Prospettive estetiche sull’immaginazione del limite, ScriptaWeb, ISBN 978-88-89543-66-5. URL consultato il 13 febbraio 2013.
2. ↑  (EN) James Gunn, The Science of Science Fiction Writing, Scarecrow Press, 31 ottobre 2000,  p. 256, ISBN 978-1-57886-011-1.
3. ↑  (EN) James Gunn, Centre for the study of science fiction-The man who invented tomorrow, su sfcenter.ku.edu. URL consultato il 2 luglio 2012 (archiviato dall'url originale il 5 agosto 2012).
4. ↑  (EN) Robert M. Philmus, David Y. Hughes, H.G. Wells: Early Writings in Science and Science Fiction, Berkeley, Los Angeles, and London: University of California Press, 1975, ISBN 978-0-520-02679-7.
5. ↑   Riccardo Valla, Le Origini Della Fantascienza (Prima parte), su carmillaonline.com. URL consultato il 13 febbraio 2013 (archiviato dall'url originale il 22 ottobre 2012).
6. ↑  (EN) John Clute, David Langford e Peter Nicholls (a cura di), Jules Verne, in The Encyclopedia of Science Fiction, IV edizione online, 2021. Ultimo accesso 25 maggio 2012
7. ↑   Bernard Bergonzi, The early H. G. Wells. A study of the scientiftc romances, Manchester, Manchester University Press, 1961.
8. ↑   Mark R. Hillegas, The Future as Nightmare. H.G. Wells and the Anti-Utopians, New York, Oxford University Press, 1967.
9. ↑   Wells, Herbert George, su sapere.it, DeAgostini, 2012. URL consultato il 9 febbraio 2015.
«Profondo conoscitore di fisica e biologia e sinceramente preoccupato dei possibili esiti dell'evoluzione – o della regressione – dei destini umani, Wells imperniò su tali interessi la parte più originale della sua attività di narratore, elevando a piena dignità letteraria il genere del romanzo fantascientifico di E. Bellamy e J. Verne e preparando la strada alle utopie, e alle antiutopie, di E. Zamjatin, A. Huxley e G. Orwell.»
10. 1 2   Gianni Montanari, Ieri, il futuro. Origini e sviluppo della Fantascienza inglese, Milano, Editrice Nord, 1977.
11. 1 2   Carlo Pagetti, Da Wells a Clarke:modelli ideologici e formule narrative (1895-1961), su intercom.publinet.it. URL consultato il 23 gennaio 2013 (archiviato dall'url originale il 4 gennaio 2013).
12. ↑   Science Fiction, in Encarta Online Encyclopedia, Microsoft, 2006. URL consultato il 17 gennaio 2007 (archiviato dall'url originale il 1º novembre 2009).
13. ↑   Utopia - Herbert George Wells, su itsosgadda.it. URL consultato il 13 febbraio 2013 (archiviato dall'url originale il 13 aprile 2013).
14. 1 2 3 4 5   H.G. Wells, Avventure di fantascienza - Il bacillo rubato, a cura di Renato Prinzhofer, 4ª ed., Milano, Mursia, 2011  [1966],  p. 619.
15. ↑  (EN) Mark Wheelis, Biological Warfare at the 1346 Siege of Caffa, su wwwnc.cdc.gov. URL consultato il 26 novembre 2012.
16. ↑   Francesco Aiello, Breve storia della guerra biologica, su scienzainrete.it. URL consultato il 25 novembre 2012.
17. ↑  (EN) Lord Jeffrey Amherst's letters discussing germ warfare against American Indians, su nativeweb.org. URL consultato il 25 novembre 2012.
18. ↑  (EN) Literature, Arts, and Medicine Database, su litmed.med.nyu.edu. URL consultato il 14 gennaio 2013.
19. ↑  La macchina del tempo e altre avventure di fantascienza - Il bacillo rubato, p. 188.
20. ↑  La macchina del tempo e altre avventure di fantascienza - Il bacillo rubato, p. 189.
21. 1 2 3  (EN) Seventy-Three Short Stories by H. G. Wells, su books.google.it. URL consultato il 17 dicembre 2014 (archiviato dall'url originale il 17 dicembre 2014).
22. ↑  (EN) H.G. Wells, The stolen bacillus and other incidents - free classic books (PDF), su freeclassicebooks.com,  p. 7. URL consultato il 12 febbraio 2012.
23. ↑  (EN) H.G. Wells, The stolen bacillus and other incidents - On openlibrary.org, su archive.org,  p. 5. URL consultato il 13 febbraio 2012.
24. ↑  (FR) Un blanc qui deviendra nègre (H.G. Wells) - Résumé et Analyse, su empiresf.free.fr, 2007. URL consultato il 22 febbraio 2015.
«En conclusion, Un blanc qui deviendra nègre, nouvelle aux accents comiques prononcés, révèle un Wells au début de sa carrière littéraire, et donne de précieuses indications sur la façon dont il s'est, peu à peu, affirmé comme un des grands écrivains de sa génération.»
25. ↑  (EN) IGCSE English Revision 19th C: Outsiders, su ga0000.tumblr.com. URL consultato il 16 febbraio 2015 (archiviato dall'url originale il 17 febbraio 2015).
26. ↑  (EN) Accelerated study note Literature Analysis: Stolen Bacillus, su Acceleratedstudynote.com. URL consultato il 16 febbraio 2015 (archiviato dall'url originale il 17 febbraio 2015).
«Themes Irony is one of the main themes within this short story. It is presented through emphasizing certain points in the story, and then revealing the truth at the end which totally demeans the extents to which the Anarchist has gone through in order to obtain what he thinks is the cholera sample. These points include:Emphasis on the obsession the Anarchist develops of the virus “these mere atomies, might multiply and devastate a city! Wonderful!” and “devouring the little tubes with his eyes”.The bacteriologist who misleads the readers and the anarchist into thinking that the vial actually contains cholera – emphasized by the metaphor “Yes, here is the pestilence imprisoned” making a reference to the biblical four horsemen (Revelations)»
27. ↑  (EN) J Gordon Melto, Vampire: A Chronology, in The Vampire Book: The Encyclopedia of the Undead, 10ª ed., Detroit, Visible Ink Press, 2011  [1994],  p. XXIII, ISBN 978-1-57859-281-4. URL consultato il 23 marzo 2017.
«1894 - H. G. Wells's short story Flowering of the strange orchid is a precursor to science fiction vampire story»
28. ↑   Emanuela Cardarelli, Le prime storie di vampiri:Carmilla di Joseph Sheridan Le Fanu, su enricopantalone.com. URL consultato il 3 maggio 2012 (archiviato dall'url originale l'8 febbraio 2013).
29. ↑   Ron Sullivan and Joe Eaton, The Dirt: Myths about man-eating plants - something to chew on, San Francisco Chronicle, 27 ottobre 2007. URL consultato il 26 ottobre 2007.
30. 1 2   Peter Tyson, A Forest Full of Frights, part 2, su The Wilds of Madagascar, Nova Onlin.
31. ↑   Evolve or die, su wwwevolvedie.blogspot.it. URL consultato il 21 gennaio 2015.
32. ↑  (EN) hoaxes.org,  http://hoaxes.org/archive/permalink/man_eating_tree_of_madagascar. URL consultato il 23 gennaio 2015.
33. ↑  (EN) Spencer, Edmund, Wonderful Stories, The Man-eating Tree, in Current Literature, vol. 1, n. 2, agosto 1888. URL consultato il 1º luglio 2013.
34. ↑  (EN) Spencer, Edmund, Crinoida Dajeeana, The Man-eating Tree of Madagascar (PDF), in New York World, 26–28 aprile 1874. URL consultato il 1º giugno 2013.
35. ↑  (EN) The Man-Eating Tree of Madagascar, su hoaxes.org, 30 novembre 2013. URL consultato il 23 gennaio 2015.
36. 1 2  (EN) Phil Robinson, Under The Punkah, Londra, Sampson Low, Marson, Searle & Rivington, 1881. URL consultato il 23 gennaio 2015.
«This awful plant, that rears its splendid death-shade in the central solitude of a Nubian fern forest, sickens by its unwholesome humours all vegetation from its immediate vicinity, and feeds upon the wild beasts that, in the terror of the chase, or the heat of noon, seek the thick shelter of its boughs ; upon the birds that, flitting across the open space, come within the charmed circle of its power, or innocently refresh themselves from the cups of its great waxen flowers ; upon even man himself when, an infrequent prey, the savage seeks its asylum in the storm, or turns from the harsh foot-wounding sword-grass of the glade, to pluck the wondrous fruit that hang plumb down among the wondrous foliage. And such fruit ! Glorious golden ovals, great honey drops, swelling by their own weight into pear-shaped translucencies. The foliage glistens with a strange dew, that all day long drips on to the ground below, nurturing a rank growth of grasses, which shoot up in places so high that their spikes of fierce blood-fed green show far up among the deep-tinted foliage of the terrible tree, and, like a jealous body-guard, keep concealed the fearful secret of the charnel-house within, and draw round the black roots of the murderous plant a decent screen of living green.»
37. ↑  (EN) Phil Robinson, Under The Punkah, Londra, Sampson Low, Marson, Searle & Rivington, 1881. URL consultato il 23 gennaio 2015.
38. ↑  (EN) Paul Meehan, The scienze fiction literature part. two, in The Vampire in Science Fiction Film and Literature, Jefferson, North Carolina, Publisher	McFarland & Company, Incorporated Publishers, 2014, ISBN 978-0-7864-7487-5. URL consultato il 23 gennaio 2015.
39. ↑   Joseph O. Baylen, Stead, William Thomas (1849–1912)', Oxford Dictionary of National Biography, su oxforddnb.com, Oxford University Press, 2004. URL consultato il 3 maggio 2011.
40. ↑  (EN) The Vampire Vine, in Review of Reviews, IV, n. 22, London: Mobray House, Stead, William Thomas, ottobre 1891,  p. 391. URL consultato il 30 settembre 2013.
«Mr. Dunstan, naturalist, who has recently returned from Central America, where he spent nearly two years in the study of the flora and the fauna of the country, relates the finding of a singular growth in one of the swamps which surround the great lakes of Nicaragua. He was engaged in hunting for botanical and entomological specimens, when he heard his dog cry out, as if in agony, from a distance, Running to the spot whence the animal's cries came. Mr. Dunstan found him enveloped in a perfect network of what seemed to be a fine rope-like tissue of roots and fibres... The native servants who accompanied Mr. Dunstan manifested the greatest horror of the vine, which they call "the devil's snare," and were full of stories of its death-dealing powers. He was able to discover very little about the nature of the plant, owing to the difficulty of handling it, for its grasp can only be torn away with the loss of skin and even of flesh; but, as near as Mr. Dunstan could ascertain, its power of suction is contained in a number of infinitesimal mouths or little suckers, which, ordinarily closed, open for the reception of food. If the substance is animal, the blood is drawn off and the carcass or refuse then dropped.»
41. ↑   Osborn, Chase Salmon, Madagascar, Land of the Man-eating Tree, 1925.
42. ↑  (EN) Fertilisation of Orchids, su darwin-online.org.uk, Darwin Online, 11 marzo 2017. Bibliographical introduction from: Freeman, R. B. (1977) The Works of Charles Darwin: An Annotated Bibliographical Handlist. 2nd edn. Dawson: Folkstone.
43. ↑   Darwin e le orchidee, su thedemonhauntednature.wordpress.com. URL consultato l'11 marzo 2017.
44. ↑   Quammen D., L'uomo che non era Darwin, in National Geographic, dicembre 2008,  pp. 50-77.
45. ↑  (EN) T. H. Huxley, On the Classification and Distribution of the Alectoromorphae and Heteromorphae, in Proceedings of the Zoological Society of London, 1868,  pp. 294-319. URL consultato l'11 marzo 2017.
46. ↑  (EN) Jane R. Camerini, Evolution, Biogeography, and Maps, in Isis, vol. 84, 1993,  pp. 700-727, DOI:10.1086/356637.
47. ↑  (EN) Ann Mozley, Australian Dictionary of Biography - Thomas Henry Huxley (1825-1895), su adb.anu.edu.au. URL consultato il 14 febbraio 2013.
48. ↑   Herbert George Wells, su anisn.it. URL consultato il 25 novembre 2012.
49. ↑  (EN) Robert M. Philmus, David Y. Hughes, H.G. Wells: Early Writings in Science and Science Fiction, Berkeley, Los Angeles, and London: University of California Press, 1975, ISBN 978-0-520-02679-7.
50. 1 2  (EN) H.G. Wells, Experimet in Autobiography - Discoveries and Conclusions of a Very Ordinary Brain (Since 1866) (PDF), I°ª ed., Londra, Victor Gollancz Ltd, settembre 1934,  p. 840. URL consultato il 22 febbraio 2013.
51. ↑  (EN) H.G. Wells, The literature network-The Triumphs of a Taxidermist, su online-literature.com. URL consultato il 25 giugno 2012.
52. ↑  (EN) BBC news - Sir Richard Owen: The man who invented the dinosaur, su bbc.com. URL consultato il 12 marzo 2017.
53. ↑   Deborah Cadbury, 13 Note e Fonti, in Cacciatori di dinosauri. L'acerrima rivalità scientifica che portò alla scoperta del mondo preistorico, traduzione di M. Cais, Sironi, 2004,  pp. 373-374, ISBN 9788851800338. URL consultato il 12 marzo 2017.
«Un profilo affascinante del carattere di Owen si può reperire nei capitoli introduttivi dell'opera di Adrian Desmond Archetypes and Ancestor, Blood and Briggs, London, 1982. La descrizione di Owen come un uomo dipendente dalla controversia accesa si può trovare nel profilo di Richard Owen redatto da W. H. Flowers per il Dictionary of Natural Biography, pp. 1329-1339. Owen viene descritto come un uomo guidato dall'arroganza e dalla gelosia in Gavir de Beer, Charles Darwin, Evolution by Natural Selection, Doubleday, New York 1964»
54. ↑  (EN) Sir Gavin De Beer, Charles Darwin: Evolution by Natural Selection-British Men of Science Series, Digitalizzata 3 settembre 2010, University of Michigan, Greenwood Press, 1976, ISBN 978-0837173788. URL consultato il 12 marzo 2017.
55. ↑  (EN) Jacob W. Gruber & John C. Thackray, Richard Owen commemoration : three studies, Londra, Natural History Museum Publications, 1992. URL consultato il 12 marzo 2012.
56. ↑  (EN) The friend of Darwin-Sir Richard Owen: the archetypal villain, su friendsofdarwin.com. URL consultato il 12 marzo 2017.
«To keep man's special place in nature, Owen decided that he needed to concentrate on the feature universally acknowledged as most definitive of man: his unique brain. Thus began his great battle with Huxley over the similarity (or otherwise) of the brains of man and apes; a battle which took place during the three years immediately following the publication of On the Origin of Species, 1860–1862»
57. ↑  (EN) Life and Letters of Thomas Henry Huxley, Volume 1, Digitalizzata 3 agosto 2009, University of Michigan, Macmillan, 1913. URL consultato il 12 marzo 2017.
58. ↑  (EN) H.G. Wells, A Deal in Ostriches, H. G. Wells (PDF) [collegamento interrotto], su inkandblotter.com. URL consultato il 1º febbraio 2013.